# Harald Forss
Oskar Harald Forss, född 3 oktober 1911 i Örebro Nikolai församling, Örebro, död 9 juli 1996 i Spånga, Stockholm, var en svensk författare, poet och sångtextförfattare. I modernistisk anda skrev han själv alltid sitt namn utan versaler: harald forss.

## Biografi
Forss var i sina arton diktsamlingar framför allt romantiker, men kombinerat med modernism. Flera dikter har blivit tonsatta. I essäer utvecklade han sin särpräglade estetik. Han debuterade med diktsamlingen trött pupill 1939 på eget förlag och skrev då genomgående med små bokstäver utan interpunktion. Han brukar räknas till de så kallade klarabohemerna. Efterhand tog han steget in i de finare litterära salongerna och publicerades i Dagens Nyheter och Svenska Dagbladet. År 1965 kom den första av fem prosaböcker, som är delvis självbiografiska. De behandlar livet i Örebro, men även tiden i Klarakvarteren i Stockholm. I Kringvandrare skildras handelsresande och i Snabba klipp en krasch i Allmänna Sparbanken 1927. 
Tillsammans med Bo Setterlind grundade Forss 1957 det litterära sällskapet Romantiska Förbundet i Uppsala. Han ingick även i författarförbundets styrelse. Harald Forss är gravsatt på Norra kyrkogården i Örebro.

## Priser och utmärkelser
- 1947 – Tidningen Vi:s litteraturpris
- 1963 – ABF:s litteratur- & konststipendium
- 1974 – Dan Andersson-priset
- 1975 – Ferlinpriset

## Eftermäle
Harald forss gille, bildat 1997, ska främja forskning, lyriskt författarskap och konstutövning i skaldens anda. Parken Harald Forss park i Örebro namngavs efter honom vid hans död 1996.

### Samlade upplagor och urval
- Valda dikter / Förord av Olof Lagercrantz. Stockholm: Wahlström & Widstrand. 1943. Libris 8219538
- Dikter : Trött pupill ; Mossa ; Handen drömmer : 1939–1940. Stockholm: Veckotidn. Vi, KF. 1950. Libris 8219535
- Dikter 1939–1950. Den nya lyriken. Stockholm: Bonnier. 1955. Libris 8220976
- Ord ur min virvels djup : urval dikter 1939–1956. FIB :s lyrikklubbs bibliotek, 0425-5232 ; 69. Stockholm: FIB :s lyrikklubb. 1961. Libris 8198178
- Ljus bukett : [dikter]  : urval 1939–1971. Stockholm: Rabén & Sjögren. 1975. Libris 8348943. ISBN 9129445477
- Nyansernas älskare - vittnesgill vagant : dikter 1939–1990 / urval: Gunnar Juhlin och Matts Rying. Stockholm: Rabén & Sjögren. 1991. Libris 8349379. ISBN 912961631X

### Redaktör
- Atterbom, Per Daniel Amadeus (1955). Dikter / ett urval av Harald Forss. FIB :s lyrikklubbs bibliotek, 0425-5232 ; 16. Stockholm: FIB :s lyrikklubb. Libris 8220055
- Englund, Carl-Emil (1990). Dröm och hägring : efterlämnade brev och dikter / sammanställda av Harald Forss ; teckningar av Knut V Pettersson. Stockholm: Rabén & Sjögren. Libris 8349306. ISBN 9129593441
- Svenska landskapsdikter / samlade av Harald Forss ; illustrerade av Gunnar Brusewitz. Stockholm: Rabén & Sjögren. 1960. Libris 8216615